# Coupe de Syrie de football
La Coupe de Syrie de football a été créée en 1959.

## Palmarès
- 1959-1960 : Al Jaish Damas - Oroube SC (finale non disputée)
- 1960-1961[1] : Al Majd Damas 2-0 Al Ittihad Alep
- 1961-1962 : Ommal Rmeilan 2-0 Al Shorta Damas
- 1962-1963 : Non disputée
- 1963-1964 : Al Yarmouk SC 3-2 Al Majd Damas
- 1964-1965 : Al Ittihad Alep 4-1 Al Barada
- 1965-1966 : Non disputée
- 1966-1967 : Al Jaish Damas 5-0/2-1 Al Ittihad Alep
- 1967-1968 : Al Shorta Damas 1-0 Al Yarmouk SC
- 1968-1969 : Ommal Rmeilan 2-1 Al Shorta Damas
- 1969-1970 : Ommal al-Maghazel 3-1 Al-Jazeera SC Hasakah
- Pas de coupe entre 1971 et 1972
- 1972-1973 : Al Ittihad Alep 1-0 Tishreen SC
- Pas de coupe entre 1973 et 1977
- 1977-1978 : Al Majd Damas 4-1 Tishreen SC
- 1978-1979 : Non disputée
- 1979-1980 : Al Shorta Damas 1-0 Al Futuwa Deir ez-Zor
- 1980-1981 : Al Shorta Damas 1-0 Al Futuwa Deir ez-Zor
- 1981-1982 : Al Ittihad Alep 2-0 Al Futuwa Deir ez-Zor
- 1982-1983 : Al Karama Homs 2-1 Al Futuwa Deir ez-Zor
- 1983-1984 : Al Ittihad Alep 1-0 Al Wahda Club
- 1984-1985 : Al Ittihad Alep 1-0 Al Futuwa Deir ez-Zor
- 1985-1986 : Al Jaish Damas 2-1 Al Ittihad Alep
- 1986-1987 : Al Karama Homs 2-1 Hutteen SC
- 1987-1988 : Al Futuwa Deir ez-Zor 1-0 Tishreen SC
- 1988-1989 : Al Futuwa Deir ez-Zor 2-0 Al Ittihad Alep
- 1989-1990 : Al Futuwa Deir ez-Zor 1-0 Al Karama Homs
- 1990-1991 : Al Futuwa Deir ez-Zor 1-0 Al Yaqaza Deir ez-Zor
- 1991-1992 : Hurriya SC 1-0 Al Ittihad Alep
- 1992-1993 : Al Wahda Club 4-0 Hutteen SC
- 1993-1994 : Al Ittihad Alep 1-1 ap (4-3 tab) Jableh SC
- 1994-1995 : Al Karama Homs 3-0 Hutteen SC
- 1995-1996 : Al Karama Homs 3-0 Jableh SC
- 1996-1997 : Al Jaish Damas 2-0 Jableh SC
- 1997-1998 : Al Jaish Damas 5-2 Al Karama Homs
- 1998-1999 : Jableh SC 2-2 ap (3-0 tab) Hutteen SC
- 1999-2000 : Al Jaish Damas 4-1 Jableh SC
- 2000-2001 : Hutteen SC 1-0 Al Jaish Damas
- 2001-2002 : Al Jaish Damas 3-0 Jableh SC
- 2002-2003 : Al Wahda Club 5-3 Al Ittihad Alep
- 2003-2004 : Al Jaish Damas 0-0 ap (4-2 tab) Tishreen SC
- 2004-2005 : Al Ittihad Alep 3-1 Al Majd Damas
- 2005-2006 : Al Ittihad Alep 3-0 Tishreen SC
- 2006-2007 : Al Karama Homs 2-1 Al Taliya Hama
- 2007-2008 : Al Karama Homs 1-0 Al Ittihad Alep
- 2008-2009 : Al Karama Homs 3-1 Al Majd Damas
- 2009-2010 : Al Karama Homs 1-1 ap (4-3 tab) Nawair SC
- 2010-2011 : Al Ittihad Alep 3-1 Al Wathba Homs
- 2011-2012 : Al Wahda Club (les 3 autres demi-finalistes déclarent forfait)
- 2012-2013 : Al Wahda Club 1-0 ap Al Jaish Damas
- 2013-2014 : Al Jaish Damas 0-0 ap (4-3 tab) Baniyas Refinery SC
- 2014-2015 : Al Wahda Club 2-0 Al Shorta Damas
- 2015-2016 : Al Wahda Club 1-0 Al Jaish Damas
- 2016-2017 : Al Wahda Club 2-1 Al Karama Homs
- 2017-2018 : Al Jaish Damas 2-0 Al Shorta Damas
- 2018-2019 : Al Wathba Homs 1-1 ap (7-6 tab) Al Taliya Hama
- 2019-2020 : Al Wahda Club 3-1 Al Majd Damas
- 2020-2021 : Jableh SC 0-0 ap (6-5 tab) Hutteen SC
- 2021-2022 : Al Ittihad Alep 0-0 ap (4-3 tab)  Al Wathba Homs
- 2022-2023 : Tishreen SC 1-0 Al Wahda Club
- 2023-2024 : Al Futuwa Deir ez-Zor 0-0 ap (5-4 tab) Al Wahda Club